# برد استیونز
برد استیونز (انگلیسی: Brad Stevens؛ زادهٔ ۲۲ اکتبر ۱۹۷۶) یک مربی بسکتبال اهل ایالات متحده آمریکا است.
از باشگاه‌هایی که در آن مربی‌گری کرده‌است می‌توان به بوستون سلتیکس اشاره کرد.